# Oslo-Sthlm 2.55
Oslo-Sthlm 2.55 är ett offentligt ägt bolag med mål att korta restiderna mellan de båda huvudstäderna Stockholm och Oslo med hjälp av nya järnvägssträckningar. Initiativtagarna hoppas att restiden mellan städerna ska minska från drygt fem timmar till under tre timmar.
Oslo-Sthlm 2.55 drivs som ett aktiebolag och ägs av Karlstads kommun, Region Värmland, Region Västmanland, Region Örebro län, Västerås stad och Örebro kommun.
Trafikverket har färdigställt en åtgärdsvalsstudie (ÅVS) för att förbättra det redan existerande järnvägsstråket. Bolaget Oslo-Sthlm 2.55 följer Trafikverkets åtgärdsvalsstudie för stråket 2017. I studien slås fast att genom att uppgradera existerande infrastruktur på Värmlandsbanan och Mälarbanan och genom att anlägga två nya länkar (Nobelbanan och Gränsbanan) kan en restid under tre timmar uppnås mellan huvudstäderna med fyra till fem stopp längs vägen. 1,4 miljoner flygresor görs mellan de båda städerna årligen och en förbättrad järnvägsförbindelse mellan dem förväntas flytta över en miljon flygresenärer till tåget varje år. Järnvägssträckningen är planerad genom kommunerna Stockholm, Västerås, Örebro, Lekeberg, Karlskoga, Degerfors, Kristinehamn, Karlstad, Arvika och Oslo.  Väster om Karlstad är nuvarande järnväg enkelspårig och långsam och en ny linje behövs fram till en av Oslo-förorterna Ski eller Lillestrøm, cirka 100 km.